# Ruta 5 (Urugwaj)

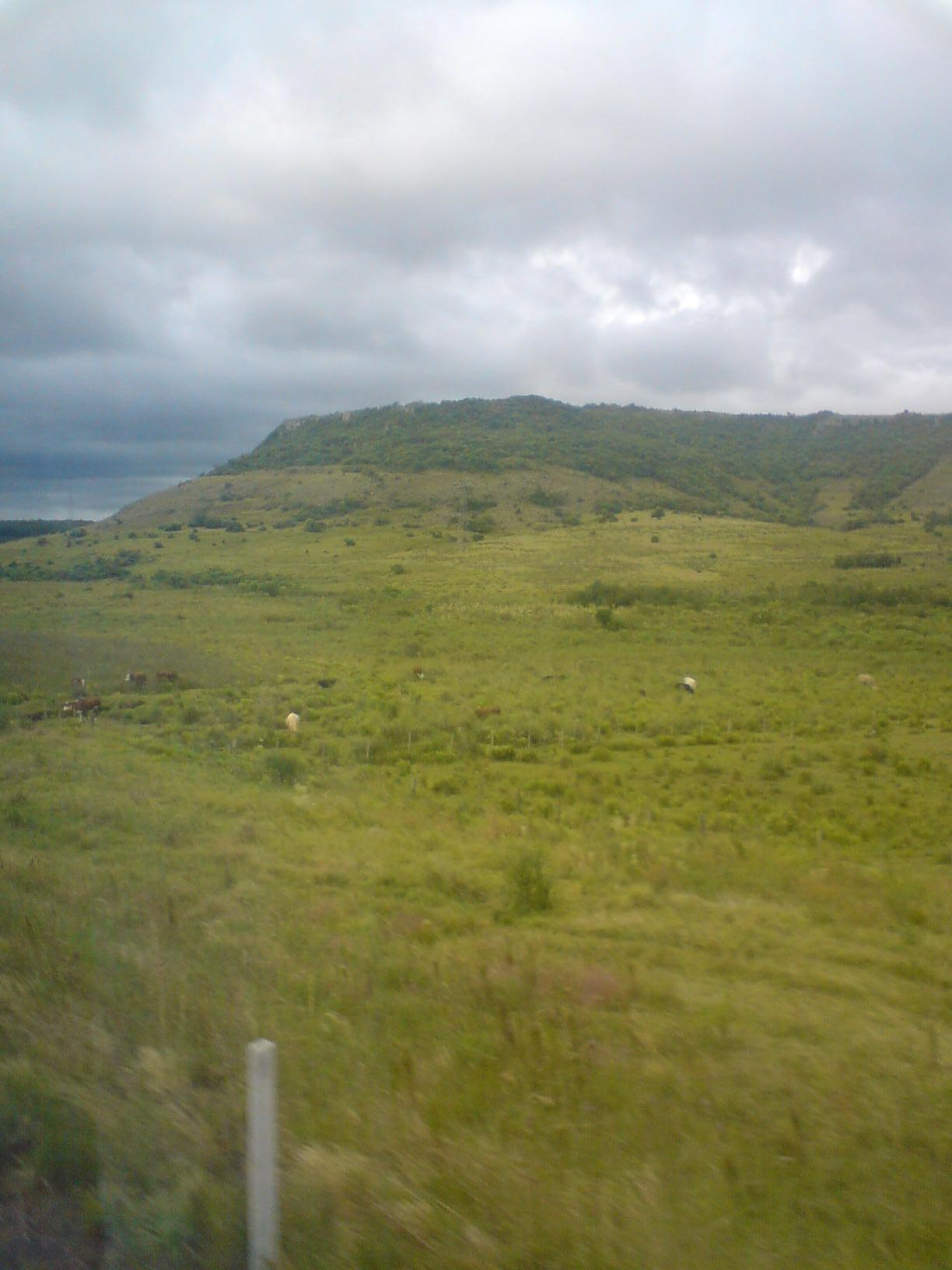
Widok z drogi w departamencie Tacuarembó.

Ruta 5, Brigadier General Fructuoso Rivera – droga krajowa w Urugwaju. Jej patronem jest urugwajski bohater narodowy Fructuoso Rivera. Posiada długość około 501 km i łączy ze sobą Montevideo, stolicę kraju, z miastem Rivera przy granicy z Brazylią.

## Kierunki, skrzyżowania
Droga numer 5 przebiega przez 6 departamentów oraz ma na swojej trasie skrzyżowania z 9 innymi drogami krajowymi:

### Departament Montevideo
- 0 km – Plaza de Cagancha, Montevideo[5]
- 10 km za Ruta 1: Ruta 102, połączenie z: Port lotniczy Montevideo-Carrasco.

### Departament Canelones
- 33 km – Villa Felicidad
- 47 km – Canelones: Ruta 11 (na południowy wschód do Atlántidy, na północny zachód do San José de Mayo)

### Departament Florida
- 75 km – Mendoza
- 94 km – Ruta 12 (na południowy wschód do Minas i Punta Ballena)
- 98 km – Florida
- 143 km – Sarandí Grande

### Departament Durazno
- 183 km – Durazno: Ruta 14 (na wschód do Sarandí del Yí i La Coronilla, na zachód do Trinidad i Mercedes

### Departament Tacuarembó
- 249 km – Paso de los Toros
- 265 km – Ruta 20 do Fray Bentos
- 390 km – Tacuarembó: Ruta 26 (na zachód do Paysandú, na wschód do Melo

### Departament Rivera
- 458 km – Ruta 30 (na północny zachód do Artigas
- 496 km – Ruta 27 (na południowy wschód do Vichadero i Ruta 6
- 501 km – Rivera, granica z Brazylią.